# Corta del Lago

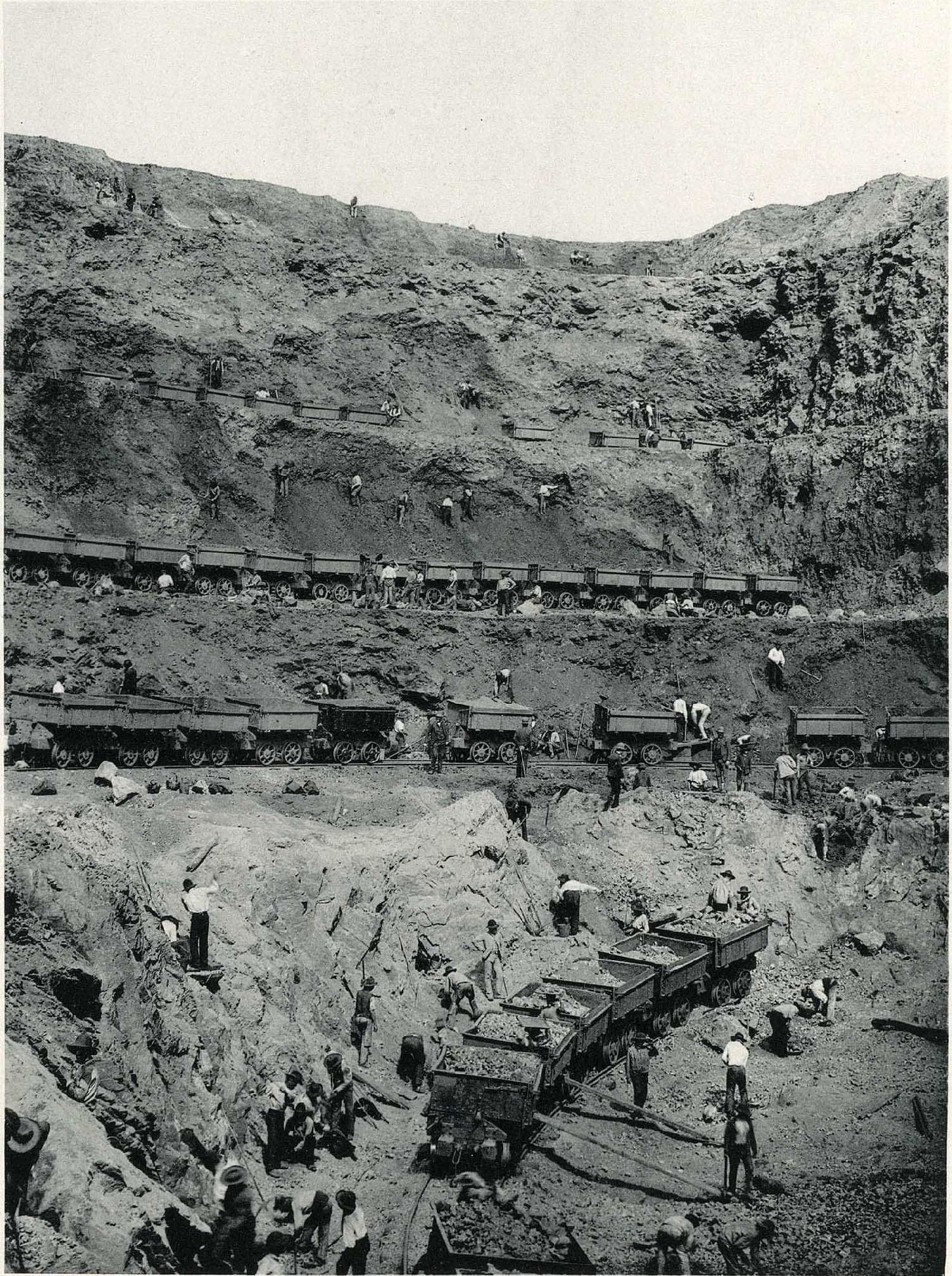
Trabajos mineros en la Corta del Lago, c. 1892. Nótense las diversas vías y vagonetas del ferrocarril.

La corta del Lago fue una explotación minera a cielo abierto situada en la cuenca minera de Riotinto-Nerva, en la provincia de Huelva (España). Ligada inicialmente a la masa de Filón Norte, en la actualidad el yacimiento forma parte del complejo de Cerro Colorado, que ha acabado abarcando varias explotaciones de la zona.

## Historia
Se tiene constancia de que durante la Antigüedad en la zona de la Corta del Lago se realizaron labores mineras de cierta importancia. Sería en época romana cuando la minería en la zona vivió su período de auge, actividad que ha dejado numerosos registros y evidencias materiales. Distintas investigaciones contemporáneas han señalado que el principal núcleo de población romano de la zona minera, identificado en fuentes clásicas como Urion o Urium, se encontraba ubicado en esta área. En 1873 todos los yacimientos de Filón Norte pasaron a manos de la Rio Tinto Company Limited (RTC). Años después la Masa Lago comenzó a ser explotada a cielo abierto mediante el sistema denominado de «cortas», manteniéndose en activo las labores de extracción hasta finales de la década de 1920.
Durante las décadas de 1970 y 1980 se realizaron numerosas investigaciones arqueológicas en la zona de Corta del Lago.